# Ибрагимов, Измаил Ибрагимович
Измаил Ибрагимович Ибрагимов (1920—1999) — лезгинский живописец и скульптор, педагог, состоял в Союзе художников России, лауреат Государственной премии ДАССР (1958). Автор многочисленных памятников и монументов, установленных в городах и селах Дагестана. Основатель и первый директор Каспийской детской художественной школы. С первого дня образования Дагестанского художественного училища им. Джемала он стал его преподавателем. Некоторые работы Измаила Ибрагимова хранятся в г. Махачкала в Дагестанском музее изобразительных искусств имени П.С. Гамзатовой. Участник Великой Отечественной войны. Ветеран ВОВ.
Уроженец Штул Кюринского округа Дагестанской области.
В 1934—1935 годах учился в Азербайджанском художественном техникуме им. Азимзаде. В 1935—1939 годах продолжил обучение в г. Ленинград в ЛСХИ у преподавателя В.И. Синайского. В 1939 году его призвали в армию, и он воевал в советско-финской войне, а Великую Отечественную войну встретил уже младшим сержантом под Ленинградом. На войне раненый Ибрагимов попал в плен и был освобожден американскими войсками из концлагеря Дахау.
Скончался Измаил Ибрагимов в 1999 году в г. Каспийск.

## Выставки
- 1949 — Выставка работ самодеятельных художников, СХ ДАССР, г. Махачкала.
- 1955 — Отчетная выставка, СХ ДАССР, г. Махачкала.
- 1959 — Персональная выставка, г. Каспийск.
- 1960 — Декада литературы и искусства Дагестана, г. Москва.
- 1968 — «Художники Дагестана», СХ ДАССР, г. Махачкала.
- 1969 — «Художники Дагестана», СХ ДАССР, г. Махачкала.
- 1972 — «50 лет ДАССР», республиканская выставка, г. Махачкала.

## Памятники авторства Измаила Ибрагимова
- 1961 — Герой Советского Союза А. Назаров, г. Каспийск.
- 1967 — М.-З. Абдулманапов, бетон, г. Каспийск.[7]
- 1969 — Народный поэт Дагестана Т. Хрюгский, бетон, с. Хрюг.
- 1970 — И. Х. Лалаян, бетон, Кизляр.
- 1971 — Герой гражданской войны И. Хорошев, бетон, г. Кизляр.
- 1972 — Шамсула Алиев, чугун, совместно с Г. Гейбатовым, г. Дербент.
- 1972 — Герой гражданской войны Далгат, бетон, с. Сергокала, с. Урахи.
- 1973 — И. Байбулатов, чугун, г. Хасавюрт.[8]